# Queen’s Cross Church (Aberdeen)

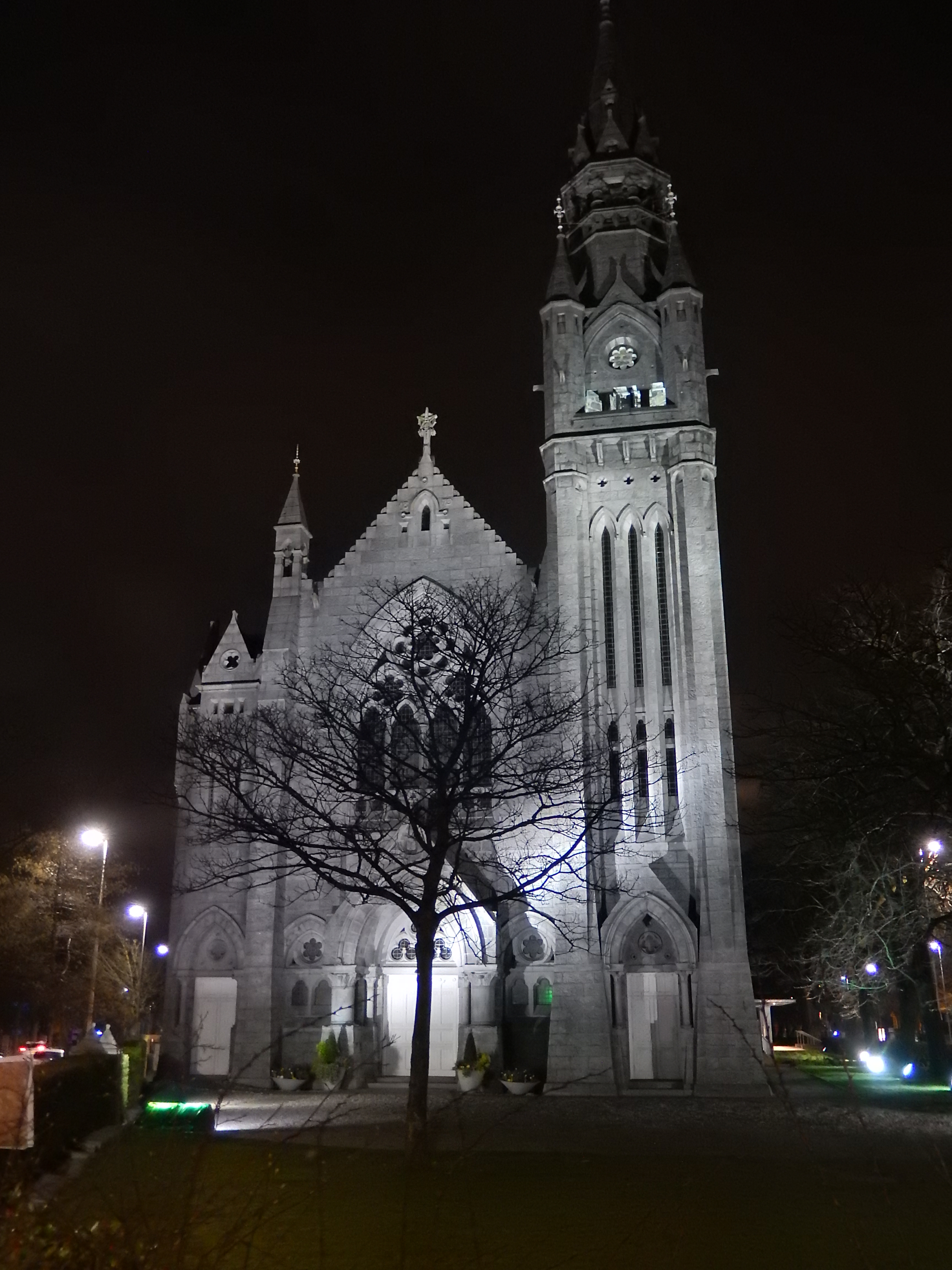
Queen’s Cross Church

Die Queen’s Cross Church ist ein Kirchengebäude der presbyterianischen Church of Scotland in der schottischen Stadt Aberdeen. 1967 wurde das Bauwerk in die schottischen Denkmallisten zunächst in der Kategorie B aufgenommen. Die Hochstufung in die höchste Denkmalkategorie A erfolgte 1984.

## Geschichte
Bereits in den frühen 1870er Jahren diskutierten die lokalen Gemeinden der Free Church die Notwendigkeit eines weiteren Kirchengebäudes zur Abdeckung der neuen Siedlungsgebiete im Westen Aberdeens. Durch den Ankauf eines Grundstücks nahe der prominenten Kreuzung Queen’s Cross zum Preis von 1178 £ im Jahre 1878 wurde das Vorhaben konkret. Der Entwurf des erst 26-jährigen J.B. Pirie überzeugte das Gremium, sodass er mit dem Bau betraut wurde, der 1881 abgeschlossen wurde. Zur Ausführung des Baus wurden vier Darlehen in Höhe von jeweils 1500 £ aufgenommen. Die erste Messe las Walter C. Smith am Morgen des 18. Aprils 1881. 1887 wurde die Installation einer Orgel von Willis & Son aus London beauftragt. Dies schlug mit beinahe 1000 £ zu Buche.
Um die Zeit der 50-Jahr-Festlichkeiten 1929 wurde die Erweiterung der Queen’s Cross Church diskutiert, um der stark gewachsenen Gemeinde gerecht zu werden. Hierzu sollten Spenden in Höhe von mindestens 6500 £ akquiriert werden. Infolge der Wirtschaftskrise und der einhergehenden sinkenden Spendenbereitschaft war 1934 nicht einmal die Hälfte der Summe erreicht. 1937 wurde daher ein reduzierter Plan akzeptiert, mit dessen Ausarbeitung J.A.O. Allan betraut wurde. Dank einer höheren Spende war die Gemeinde nach Abschluss der Arbeiten schuldenfrei. Der Anbau wurde am 11. März 1939 eröffnet. Bereits 1945 erhielten Frauen das passive Wahlrecht für den Gemeinderat. Zum 100-jährigen Bestehen der Kirche 1981 wurde A.R. Whitelaw mit der Renovierung des Gebäudes beauftragt. Diese Arbeiten umfasste auch eine geringfügige Erweiterung.

## Beschreibung
Die Queen’s Cross Church steht auf einem dreieckigen Grundstück an der Einmündung von Carden Place und Albyn Place in den Kreisverkehr des Queen’s Cross. Auf der gegenüberliegenden Straßenseite befindet sich die Rubislaw Parish Church, ein kurzes Stück östlich die St Mary’s Church.
Das im Stile der hochviktorianischen Neogotik ausgestaltete Kirchengebäude weist auch Motive des Klassizismus, des Scottish Baronial, der Ästhetizismus sowie des Jugendstils auf. Sein Mauerwerk ist aus grauen Granitquadern aufgemauert. Der fünfgeschossige Glockenturm ragt von der Südwestkante der Hallenkirche auf. Er weist einen quadratischen Grundriss auf, verjüngt sich zu einer oktogonalen Trommel mit offener Kolonnade und schließt mit einem spitzen Steinhelm mit Lukarnen. Die Strebepfeiler entlang seiner Kanten sind als oktogonale Ecktürmchen fortgeführt. Zwei der drei spitzbogigen Portale an der Westfassade sind mit Wimpergen ausgeführt. Ihre Tympana sind mit Drei- und Vierpässen ornamentiert. Spitzbogige Aussparungen mit Nonnenköpfen und Sechspässen in den Tympana flankieren das zentrale Hauptportal. Oberhalb des Portals ist ein weites, bekröntes Maßwerk eingelassen. Wie auch in den unteren Turmgeschossen, sind links schmale Lanzettfenster eingelassen. Die Nord- und Südfassaden sind sieben Achsen weit, jedoch asymmetrisch aufgebaut. Sie sind mit länglichen Drillingsfenstern und darüber mit spitzbogigen Maßwerken ausgeführt. Auf den östlichen Achsen tritt das kurze Querschiff leicht als Kreuzgiebel heraus. Viele der Fenster sind als Bleiglasfenster ausgeführt. Die abschließenden Satteldächer sind mit Schiefer gedeckt und mit dekorativen Holzlukarnen ornamentiert.